# アルバカーキ諸島
アルバカーキ諸島（スペイン語：カヨス・デ・アルブケルケ、Cayos de Albuquerque）とはコロンビアのサン・アンドレス・イ・プロビデンシア県にある諸島。カリブ海に浮かぶハートの形をした小さな岩礁の環礁で、サン・アンドレス島から南西に位置する。